# Nibelungenbrücke (Regensburg)
Die Nibelungenbrücke überspannt bei Flusskilometer 2378,39 zwei Donauarme in Regensburg. Die heutige Konstruktion besteht aus zwei Straßenbrücken, die mit zusammen durchschnittlich 42.000 Fahrzeugen pro Tag zu den wichtigsten Donaubrücken im Großraum Regensburg gehören. Die erste Brücke, die zwischen 1935 und 1938 entstand, trug den Namen Adolf-Hitler-Brücke und wurde am Kriegsende 1945 gesprengt. Eine neue Brücke mit dem Namen Nibelungenbrücke wurde 1950 in Betrieb genommen. Wegen des hohen Verkehrsaufkommens folgte zwischen 2001 und 2004 ein Ersatzneubau, der auch von einer geplanten Straßenbahn genutzt werden kann.

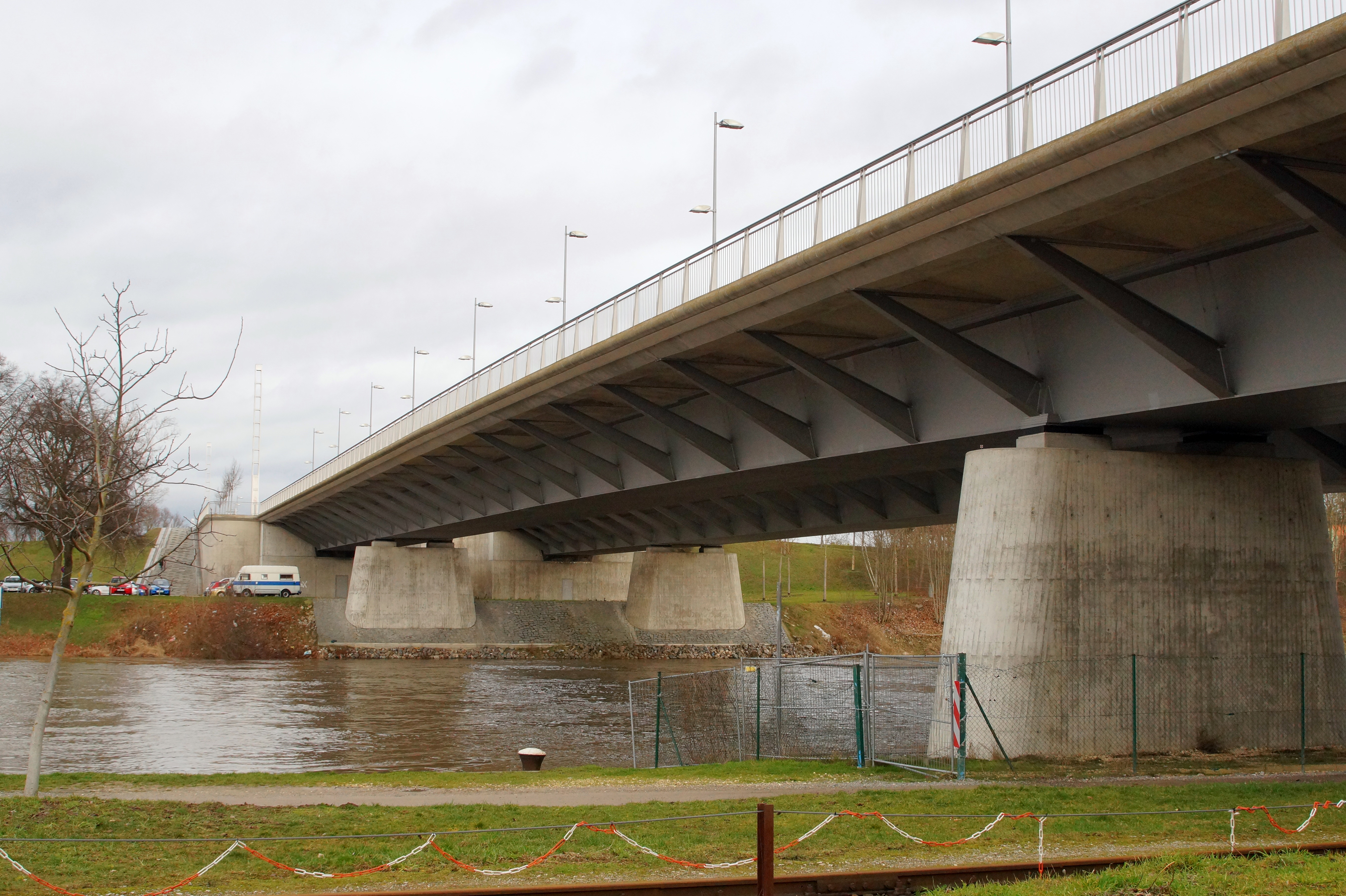
Nibelungenbrücke (2016)

## Vorgeschichte
Die Planung eines weiteren Donauübergangs neben der damals einzigen Donaubrücke in Regensburg, der Steinernen Brücke, geht bis zum Ende des 19. Jahrhunderts zurück. Damals war die Steinerne Brücke durch das Verkehrsaufkommen (innerstädtischer sowie überregionaler Verkehr zweier Reichsstraßen) bereits überlastet, die Stadt zögerte aus unbekannten Gründen allerdings, eine Lösung zu finden. Zwischenzeitlich wurden zwei kleinere Brücken errichtet: 1863 die befahrbare Eiserne Brücke und 1901 der nur von Fußgängern nutzbare Eiserne Steg. Beide Brücken querten nur den Südarm der Donau zwischen dem Altstadt-Südufer und den beiden Donauinseln, Unterer Wöhrd bzw. Oberer Wöhrd und bildeten also keine durchgehende Trasse mit jeweils zwei Brücken. Dies änderte sich 1926, als eine Pontonbrücke zwischen Weichs und dem Unteren Wöhrd (entspricht der heutigen Nordbrücke der Nibelungenbrücke) errichtet wurde. Die Pontonbrücke konnte die Verkehrslage nur mäßig entspannen, da schwere Fuhrwerke und Kraftfahrzeuge sie nicht passieren durften und weiterhin die Steinerne Brücke benutzen mussten.
1930 begannen dann schließlich die Planungen, eine leistungsfähige Donauquerung neu zu errichten. Es gab drei Möglichkeiten:
1. Fortführung der Eisernen Brücke über den nördlichen Arm der Donau durch eine zweite Brücke
2. Ersatz der Fußgängerbrücke Eiserner Steg zum Oberen Wöhrd und Weiterführung der Brücke über den Nordarm der Donau nach Pfaffenstein
3. Neubau zweier paralleler Donaubrücken in Fortführung der mehrspurigen Weißenburgstraße nach Weichs. Dieser Vorschlag entspricht der heutigen Nibelungenbrücke.

Die Verwaltung entschied sich für die Neubaulösung und 1933 kamen die Neubaupläne in ein konkretes Stadium. Der Architekt Roderich Fick wurde auf Vorschlag des bayerischen Innenministeriums als künstlerischer Beirat für die Gestaltung der Brückenansichten ernannt und die konstruktive Bearbeitung der Stahlbrücke wurde vom Ingenieurbüro Gerhard und Zenns aus München durchgeführt. 1934 wurde im Frühjahr eine Verkehrszählung auf der Steinernen Brücke durchgeführt, bei der an einem Samstag 40.000 Fußgänger, 14.500 Radfahrer, 5.500 Fahrzeuge „aller Art“ sowie 278 Straßenbahnwagen gezählt wurden. Daher entschied sich die Verwaltung für die Lösung der Ostumgehung der Altstadt, plante zeitgleich die heutige „Frankenbrücke“ über den Regen und führte die beiden Brücken in den Haushalt der Stadt ein. Im Sommer wurden die Kosten für beide Brücken auf knapp 5,05 Millionen Reichsmark veranschlagt, was in der Folge zu einem Streit zwischen der Stadt, dem Land Bayern und der Reichswehr führte. Die Reichswehr hatte ein starkes Interesse an der neuen Donaubrücke, denn der Bau der Brücke hatte auch eine militärstrategische Bedeutung, weil die Steinerne Brücke nicht für den Übergang von Panzern und Militärkolonnen genutzt werden konnte. Im Sommer 1935 konnte der Finanzierungsstreit beigelegt werden. Die Baukosten wurden zwischen dem Reich, der Stadt, dem Land Bayern und der Reichswehr aufgeteilt und noch im selben Jahr begann die Bauleitung mit ihrer Tätigkeit.
Der Baubeginn im Jahr 1935 hatte auch eine symbolische Bedeutung. 800 Jahre nach dem Bau der Steinernen Brücke sollte die neue Brücke zu einem Symbol der Verklammerung von Nord und Süd des Deutschen Reiches im Sinne der nationalsozialistischen Ideologie stilisiert werden.

## Brücke von 1938
Die Pläne für den Bau der beiden Brücken über die Donauarme, die durch die Insel Unterer Wöhrd getrennt sind, stammen vom Münchner Ingenieurbüro Rudolf Gerhart. Künstlerischer Beirat war Roderich Fick, einer der anfänglichen Lieblingsarchitekten von Adolf Hitler. Am 21. Dezember 1935 erfolgte der erste Spatenstich für die neue Brücke durch den Bayerischen Innenminister und Gauleiter, Adolf Wagner. Er widmete den Brückenzug „dem Ruhme der Stadt, dem Ruhme der Bayerischen Ostmark und dem Ruhme des nationalsozialistischen Deutschlands.“ Das Bauwerk sollte den Namen Adolf-Hitler-Brücke erhalten. Der als Brückendenkmal geplante Hoheitsadler wurde beim Münchner Bildhauer Albert Allman in Auftrag gegeben. Die Arbeiten begannen im Dezember 1935 zunächst an der Nordbrücke, die den 1924 eingemeindeten Vorort Weichs mit dem Unteren Wöhrd verbindet. Im Sommer 1936 begann der Bau der Südbrücke zwischen der Weißenburgstraße und dem Unteren Wöhrd. 1937 konnte die Nordbrücke für den Verkehr freigegeben und die Instandsetzung der Steinernen Brücke begonnen werden. Am 18. Juni 1938 wurden zeitgleich die südliche Brücke sowie die Frankenbrücke in Betrieb genommen. Am 16. Juli 1938 fand mit viel Pomp und unter Aufmarsch von Ehrenabordnungen der Wehrmacht und aller nationalsozialistischen Gliederungen, wie SA, SS, NSKK, Marine und SA die Brückentaufe erneut durch Innenminister und Gauleiter Adolf Wagner statt. Mehrere Tausend Regensburger bejubelten dieses Ereignis und das am selben Abend gezündete Feuerwerk.
Gegen Ende des Krieges wurden in den frühen Morgenstunden des 23. April 1945 die Adolf-Hitler-Brücke, die Eiserne Brücke und der Eiserne Steg von zurückweichenden Truppen der Wehrmacht gesprengt, am späten Nachmittag folgten zwei Pfeiler der Steinernen Brücke. Damit existierte im Stadtgebiet keine intakte Brücke über den Südarm der Donau mehr.

## Brücke von 1950
Direkt nach Kriegsende begann die Räumung und Einrichtung einer Fähre zwischen Weichs und dem Unteren Wöhrd, um den Verkehr aufrechtzuerhalten; später übernahm eine Pontonbrücke diese Aufgabe. 1950 konnte das neu errichtete Bauwerk als Nibelungenbrücke dem Verkehr übergeben werden, der Hoheitsadler wurde als Brückendenkmal aufgestellt. Von 1953 bis 1963 verkehrte auch der Oberleitungsbus Regensburg über die Brücke, bevor die Stadt 1964 die Fahrbahn zu Lasten der Geh- und Radwege von zunächst zwei auf vier Fahrspuren verbreiterte. Dies stellte sich 1997 langsam als problematisch dar, da in diesem Jahr die Steinerne Brücke für den Individualverkehr gesperrt wurde und somit knapp 50.000 Fahrzeuge täglich die Nibelungenbrücke benutzen mussten. Zunehmende Schäden an der Stahlkonstruktion sorgten dafür, dass Schwertransporte die Brücke meiden mussten. Man entschied sich gegen eine Sanierung / Verstärkung und für einen Neubau. Dieser wurde 2001 begonnen.

## Neubau der Nibelungenbrücke (2001–2004)
Am 3. März 2001 erfolgte die Grundsteinlegung für die neue Nibelungenbrücke durch die damaligen Amtsträger, den Regensburger Oberbürgermeister Hans Schaidinger und den bayerischen Innenminister Günther Beckstein. Als neue Brücke war eine Konstruktion mit je einem Überbau für jede Richtungsfahrbahn geplant worden. Zuerst wurde der Querverschub der alten Brücke durchgeführt, da diese für den Verkehr befahrbar bleiben musste. Im Juli wurde der Brückadler zur Restauration ins Depot verbracht. Dort befindet er sich nach wie vor. Die weitere Verwendung ist ungeklärt. Bis August blieb der Verkehr ohne weitere Beeinträchtigung, allerdings musste die Brücke in diesem Monat wegen des geplanten Querverschubs um 8 Meter in östlicher Richtung für vier Wochen gesperrt werden. Dazu erfolgte im Vorfeld die Verlängerung der Brückpfeiler um 10 Meter und die Montage der für den Verschub erforderlichen Gleitschienen. Eine Besonderheit war, dass sämtliche Buslinien nur an den Verschubtagen über andere Brücken umgeleitet werden mussten, ansonsten konnten die Busse den Nordarm der Brücke weiterhin benutzen. Am 30. August 2001 wurde die Brücke nach dem Querverschub auf voller Länge wiedereröffnet.
Im August 2001 begannen die Bauarbeiten an der neuen westlichen Brückenhälfte, die am 9. November 2002 fertiggestellt wurde. Danach folgte die Verkehrsleitung über die neue Teilbrücke, die alte Brücke wurde umgehend abgerissen bzw. gesprengt. Nach der Räumung der letzten Trümmer begann der Neubau der östlichen Brückenhälfte, welche im April 2004 fertiggestellt wurde. Die restlichen Arbeiten bestanden nach der kompletten Verkehrsfreigabe darin, die endgültigen Verkehrsmarkierungen anzubringen sowie auf der Westseite die Geh- und Radwege zu errichten, welche während der Bauarbeiten aus Platzgründen nicht errichtet wurden. Somit waren Mitte Juni 2004 die Bauarbeiten komplett abgeschlossen.

## Nibelungenbrücke (seit 2004)
Die Nibelungenbrücke von 2004 führt sechsstreifig über die Donau, zwei dieser Fahrspuren sind zur Förderung des ÖPNV für Busse und Taxis reserviert. Die in der Baulast der Stadt Regensburg stehende Brücke ist seit März 2014 Teil der Bundesstraße 15. Bis dahin gehörte sie zur in diesem Bereich mittlerweile abgestuften Bundesstraße 8. Sie ist neben der Schwabelweiser Brücke die einzige Donaubrücke im Stadtgebiet, die von Kraftfahrzeugen ohne Beschränkung befahren werden kann (die ebenfalls im Stadtgebiet liegende Pfaffensteiner Brücke hingegen unterliegt als Autobahn der Beschränkung des §18 Abs. 1 StVO, kann also z. B. von Kleinkrafträdern und vielen Traktoren nicht genutzt werden). Die Brücke spielt auch bei Planungen einer Straßenbahn in Regensburg eine wichtige Rolle, da sie einen Teil der so genannten Dienstleistungsachse darstellt. Im weiteren Zuge der Verkehrsverbesserung im Stadtnorden wurde, vor dem Neubau der Nibelungenbrücke, die Weißenburgstraße ausgebaut und mit Busspuren versehen. Außerdem wurde die Nordgaustraße – als direkte nördliche Fortführung der Brücke – bis zur Isarstraße ebenfalls von vier auf sechs Fahrstreifen erweitert. Weiterhin ist im Anschluss daran der vierspurige Ausbau bis zur Amberger Straße und der Bau der Sallerner Regenbrücke vorgesehen, jedoch ist hier nicht mit einer kurzfristigen Realisierung dieser Maßnahme zu rechnen.

### Konstruktion
Das Bauwerk besteht aus zwei Brücken gleicher Konstruktionsart über je einen Donauarm mit der dazwischen liegenden Donauinsel Wöhrd. Die südliche Brücke besitzt eine Gesamtstützweite von 168,9 Meter und überspannt noch ein Hafengleis, die nördliche ist 206,90 Meter lang. Beide Brücken weisen einen Durchlaufträger mit drei Feldern als Bauwerkssystem in Längsrichtung und eine Hauptspannweite von 90 Meter auf. Bei der Südbrücke spannen die beiden Randfelder jeweils 39,45 Meter weit, bei der Nordbrücke sind es 58,45 Meter. In Querrichtung sind jeweils zwei 15,4 Meter breite und 3,2 Meter konstant hohe Überbauten mit einem einzelligen Hohlkasten in Verbundbauweise und auskragender Stahlbetonfahrbahnplatte, die schräg abgestrebt ist, vorhanden.

## Kuriosa
Die Brücke hatte auch Kuriositäten aufzuweisen. So war in der alten Nibelungenbrücke eine Fischhalle integriert, die allerdings anscheinend nicht sehr lange existierte. In der heutigen Brücke befindet sich hinter dem südlichen Widerlager eine Quartiersgarage für knapp 70 Fahrzeuge an der Bruderwöhrdstraße. Auf dem Unteren Wöhrd befand sich außerdem, direkt neben der Brücke, zwischen 1964 und 2001 das Eisstadion an der Nibelungenbrücke, das im Zuge der Bauarbeiten abgerissen wurde.